# Cystoseira dubia
Espèce
Cystoseira dubia est une espèce d’algues brunes de la famille des Sargassaceae.

## Nomenclature
Cystoseira dubia a pour synonyme hétérotypique selon AlgaeBase (29 août 2020) :
- Cystoseira fucoides Ercegovic, 1952

## Distribution
Cystoseira dubia est endémique de la mer Méditerranée.